# Sergio Ruffolo
Sergio Ruffolo (Cosenza, 1º gennaio 1916 – Tivoli, 26 dicembre 1989) è stato un designer, pittore e scultore italiano.
Nipote del pianista e compositore Alfonso Rendano, fratello del notaio e scrittore Nicola Ruffolo e dell'economista e uomo politico Giorgio Ruffolo, è stato uno dei grandi innovatori della grafica italiana.

## Biografia
Nato a Cosenza, si trasferì a Roma dove intraprese gli studi di giurisprudenza per laurearsi nel 1947. 
Nel 1942 sposò Angelica (Ginetta) Scarpa (Treviso 1919 – Roma 2010), che gli sarebbe restata accanto, anche come collaboratrice, per tutta la vita.

Durante la Seconda guerra mondiale fu sottotenente nel 31° Guastatori in Africa settentrionale.

### L'impegno nella Resistenza
Nel periodo della Resistenza entrò nelle formazioni partigiane socialiste di Roma e venne arrestato, insieme al fratello Nicola, per la contraffazione di documenti rilasciati a perseguitati politici. Furono prima condotti alla pensione Jaccarino in via Romagna a Roma, nelle mani dei fascisti della Banda Koch, poi nelle carceri della Gestapo di Herbert Kappler in via Tasso.
La notte del 3 giugno 1944, in vista dell'arrivo delle truppe alleate a Roma, i tedeschi avevano approntato due autocarri per il trasferimento a Verona dei prigionieri di via Tasso. Ruffolo fu fatto salire sul primo camion, i cui passeggeri, tra i quali il comandante delle Brigate Matteotti Giuseppe Gracceva e il docente Arrigo Paladini, si salvarono perché l'automezzo era guasto e non partì. Sul secondo camion SPA 38 salirono altri 14 prigionieri, tra i quali il sindacalista socialista ed ex-deputato Bruno Buozzi. Il giorno dopo, essi vennero sommariamente passati per le armi in località La Storta, lungo la via Cassia, sulla via di fuga dei tedeschi in ritirata, in quello che viene ricordato come l'Eccidio de La Storta.
Gli altri detenuti che non avevano potuto trasferire furono rinchiusi dai nazisti nelle celle di via Tasso; poco dopo l'allontanamento dei tedeschi, lo stabile fu preso d'assalto dalla popolazione, che liberò i prigionieri e lo saccheggiò.
Ruffolo fu così scarcerato il 5 giugno 1944, il giorno dell'arrivo delle truppe alleate nella Capitale.
Sergio Ruffolo ebbe l'occasione di rievocare quegli eventi nel 1978, nel corso della trasmissione televisiva di RaiTre Testimoni oculari, diretta e condotta da Gianni Bisiach.
Dopo la laurea nel 1947, iniziò, senza entusiasmo, un lavoro impiegatizio. Proseguiva intanto nel suo impegno politico nella sinistra azionista e socialista, frequentando uomini come Ernesto Rossi, Altiero Spinelli, Paolo Sylos Labini, Leo Solari.

### L'attività di grafico
Il suo primo incarico di rilievo nel campo della comunicazione visiva fu nel 1948 la progettazione grafica della rivista della Federazione dei giovani socialisti, Rivoluzione socialista.

Realizzò, tra l’altro, le campagne promozionali e pubblicitarie della RAI, nonché il progetto grafico del settimanale "Italia Domani".

Nel 1960 proseguì la collaborazione con la RAI, realizzando in particolare la grafica dei bilanci. Curò poi la revisione grafica della rivista del Gruppo Iri Civiltà delle Macchine. Nello stesso anno, Enrico Mattei lo chiamò a realizzare alcune campagne pubblicitarie dell'Agip, la grafica dei bilanci delle società del Gruppo, la rivista Il Mondo dell’Energia e, in seguito, Ecos.

Nel 1965 lavorò al progetto di revisione grafica di Video, rivista della Rai.

Fra il 1967 e il 1970 realizzò quattro campagne sul tema della sicurezza stradale per il Ministero dei lavori pubblici - Ispettorato generale circolazione e traffico, utilizzando come testimonial numerose figure di animali.

Dal 1970 al 1972 lavorò sulle campagne di propaganda del Partito Socialista Italiano.

Creò diverse carte da gioco per collezionisti privati (per la Dal Negro) e per enti e società quali Mira Lanza, Cassa di Risparmio di Padova e Rovigo. Per l'Eni nel 1971 e nel 1975 disegnò tre diversi mazzi di carte da gioco.

Realizzò per le tre reti Rai numerose sigle di programmi; tra le più famose: la pubblicità Sacis, A come agricoltura, nel 1980 Mixer e nel 1983 la sigla del Tg3.

Negli anni Settanta e Ottanta lavorò alla progettazione o alla ristrutturazione di quotidiani e periodici, regionali e nazionali: Il Giorno in Lombardia (nel 1970 e nel 1976), Il Giornale di Calabria, Il Mattino di Napoli, il mensile del PSI Mondoperaio.

Del 1975 fu il progetto per La Repubblica, voluta da Eugenio Scalfari, a cui seguirono Porti Mare Territorio, L'Europeo e La Voce di Napoli.
Nel biennio 1980-1981 si dedicò alla progettazione delle tre "Gazzette": di Mantova, di Modena e di Reggio Emilia.

Del 1982 furono i progetti per La Nazione di Firenze e Il Resto del Carlino di Bologna, ai quali seguirono quelli per Crocodile nel 1983, Reporter nel 1984, L'Adige di Trento (1984-1985).
Raccontò le sue esperienze di grafico dei quotidiani nel volume Vestire i giornali (1982), vincitore del "Premio letterario Tevere" 1986 per la saggistica e l'immagine. Il suo ultimo libro, una biografia dedicata a Johannes Gutenberg, uscì poco tempo dopo la sua prematura scomparsa.

### L'attività di pittore e scultore

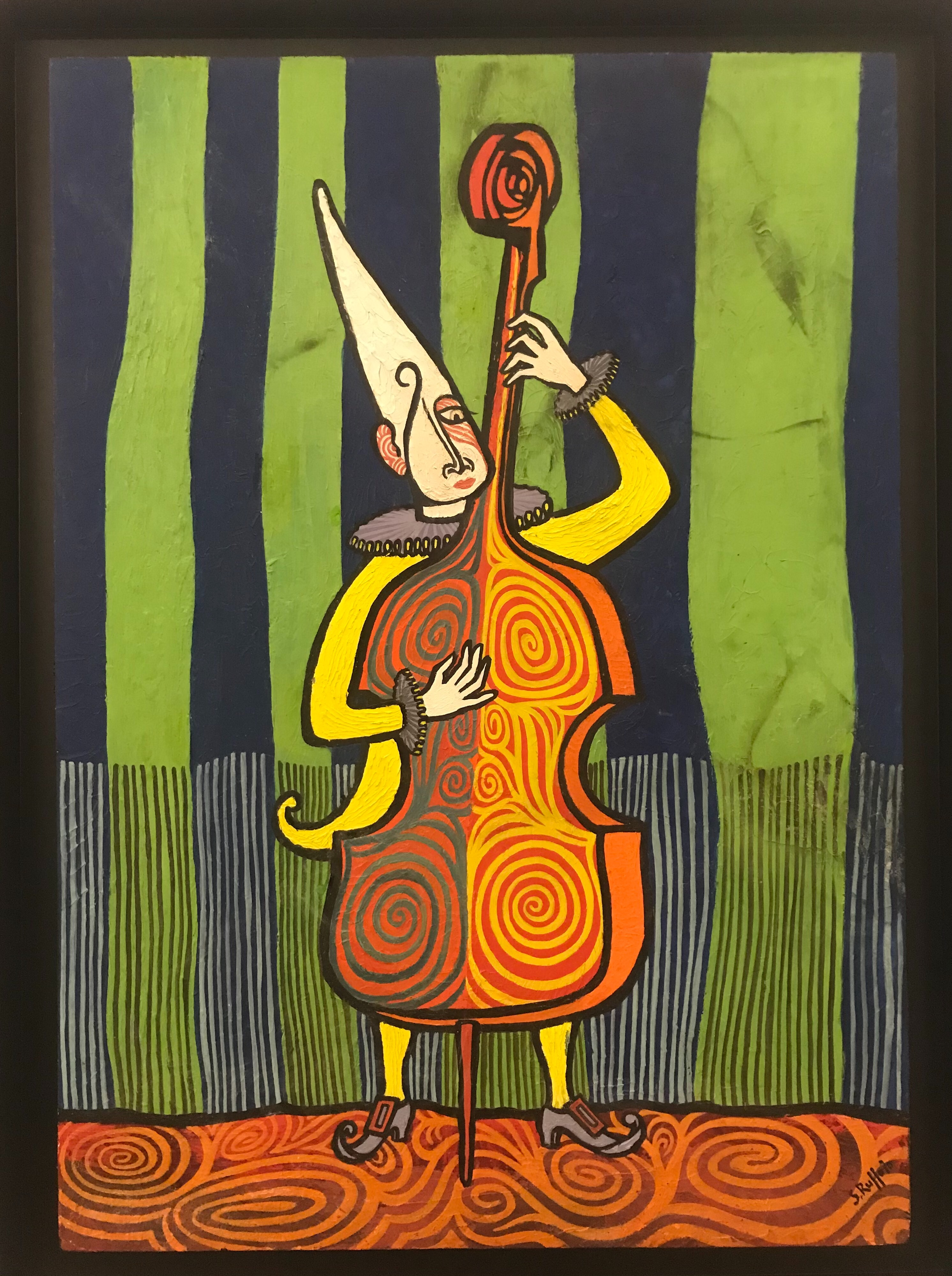
Sergio Ruffolo, Il Musico, 1971

Sergio Ruffolo si dedicò costantemente e appassionatamente alla attività di pittore, anche se con meno profitto che a quella di grafico.

Iniziò a dipingere con una certa assiduità, alternando soggetti equestri a paesaggi, il tutto ambientato nel Medioevo e nel Rinascimento, ampliando via via i suoi interessi verso il design, la pittura e la scultura, la ceramica e i gioielli.

Nel febbraio 1953 tenne la sua prima mostra personale di arte grafica, arte pubblicitaria e design alla galleria San Marco di Roma.

Nel 1967 partecipò a Londra alla mostra collettiva Today's Italian Graphic Design.

Nel 1968 partecipò a Parma alla mostra del Premio Bodoni.

Nel 1970 partecipò a Milano alle rassegne annuali degli Art Directors.

Nel 1972 e nel 1975 tenne due mostre personali di pittura, scultura e design a Roma.

Nel 1982 fu ospitata al palazzo della Ragione di Mantova un'ampia esposizione sulle sue opere artistiche di pittura, scultura, grafica e design, sotto il patrocinio del Presidente della Repubblica Sandro Pertini e della Città di Mantova.

Nel 1986 il Centro Culturale Città di Cremona ospitò una mostra antologica di grafica, pittura, scultura e design con il patrocinio della Federazione Italiana Editori Giornali e della Città di Cremona.

Un'importante mostra retrospettiva è stata organizzata dalla sua città natale, Cosenza, presso il Teatro Rendano, dal 30 maggio al 30 giugno 1997, dal titolo Sergio Ruffolo. Il sogno dei segni.

## Eredità
Sua nipote Silvia Ruffolo è stata a lungo assistente nel suo studio e ha ereditato il mestiere di grafico nello studio Imprint.

## Opere
- Sergio Ruffolo, Vestire i giornali. Torino, Gutenberg, 1986.
- Sergio Ruffolo, Gutenberg, introduzione di Giovanni Giovannini, Milano, Amilcare Pizzi Editore, 1990.